# Tell Nebesha

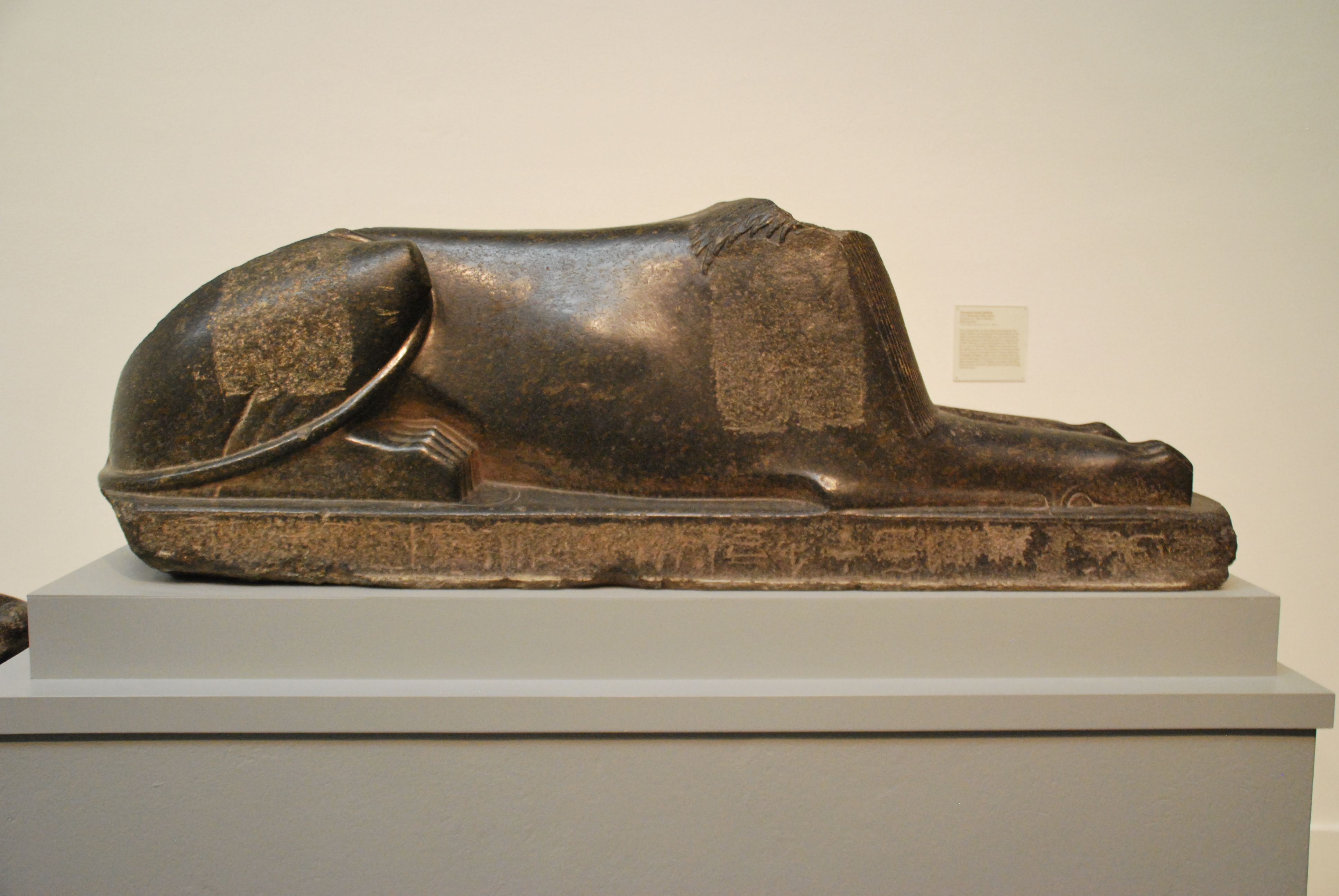
Esfinge real de Nebesheh; granito negro; dinastía XII. Museo de Bellas Artes de Boston.

Tell Nebesha o Nebesheh (también conocido como Tell el-Fara’un o "Farun") es un yacimiento arqueológico de Egipto, y la ubicación de la antigua ciudad de Imet o Imyt. Se encuentra a unos 10 km al sur de Tanis, en el delta oriental del Nilo. Como Imet, fue la antigua capital del XIX nomo del Bajo Egipto. En la época asiria, fue sucedida por Tanis.
| M17 | Aa15 | G17 | X1 | A17 | O49 |

| M17 | Aa15 | G17 | X1 | A17 | O49 |

| M17 | G17 | Z4 | M17 · M17 | Q7 | X1 · O49 |

| M17 | G17 | Z4 | M17 · M17 | Q7 | X1 · O49 |

## Arqueología
El yacimiento consta de tres zonas: el templo, la ciudad y la necrópolis.
El templo está dedicado a la diosa Uadyet, la diosa cobra del Bajo Egipto, que pudo construirse durante el período ramésida. No obstante, las inscripciones descubiertas en el yacimiento indican claramente que, al menos, la ocupación comenzó en la dinastía XVIII.
Uadyet era venerada en la zona como la "Señora de Imet". Más tarde se le unieron Min y Horus para formar una tríada de deidades que se basaba en un modelo osiríaco identificado en otros lugares de Egipto.
El recinto contenía dos templos. Uno más pequeño ha sido datado por los depósitos de cimentación que nombran al rey Ahmose II (Amasis) de la dinastía XXVI. Parece haber estado dedicado a la deidad Min. El templo más grande estaba dedicado a Uadyet.
También se han descubierto monumentos reutilizados del Reino Medio. Es posible que fueran trasladados aquí desde otro lugar.
En junio de 2025, arqueólogos británicos desenterraron los restos de la antigua ciudad de Imet, descubrimiento anunciado por el Ministerio de Turismo y Antigüedades egipcio. La excavación reveló restos de edificios residenciales en forma de viviendas-torre de varios niveles, graneros, parte de un ushebti de fayenza verde, un sistro de bronce con la cabeza de Hathor y una estela de piedra con Horus, así como refugios para animales que datan de principios o mediados del siglo IV a. C.
Imet, históricamente ha sido uno de los centros residenciales del Bajo Egipto durante el Imperio Nuevo y el Periodo Tardío. Se distinguía por un importante templo dedicado a la diosa Uadyet. Las evidencias sugieren que este templo fue reutilizado durante los reinados de los reyes Ramsés II y Amasis II, atrayendo a peregrinos y comerciantes, lo que explica las numerosas casas asociadas y estructuras de almacenamiento encontradas.
También se ha encontrado una antigua vía procesional que uniría el templo de la diosa Uadyet con otro templo de la época tardía.